# Qualifications à la Coupe d'Afrique des nations de football 2012, groupe D
Le groupe D des qualifications à la Coupe d'Afrique des nations de football 2012 est une compétition qualificative pour la phase finale de la Coupe d'Afrique des nations de football 2012, qui se déroule en janvier et février 2012 en Gabon et en Guinée équatoriale.

## Classement
| Rang | Équipe       | Pts | J | G | N | P | Bp | Bc | Diff |  | Résultats (▼ dom., ► ext.) |     |     |     |     |
| ---- | ------------ | --- | - | - | - | - | -- | -- | ---- |  | -------------------------- | --- | --- | --- | --- |
| 1    | Maroc        | 11  | 6 | 3 | 2 | 1 | 8  | 2  | +6   |  | Maroc                      |     | 0-0 | 4-0 | 3-1 |
| 2    | Centrafrique | 8   | 6 | 2 | 2 | 2 | 5  | 5  | 0    |  | Centrafrique               | 0-0 |     | 2-0 | 2-1 |
| 3    | Algérie      | 8   | 6 | 2 | 2 | 2 | 5  | 8  | -3   |  | Algérie                    | 1-0 | 2-0 |     | 1-1 |
| 4    | Tanzanie     | 5   | 6 | 1 | 2 | 3 | 6  | 9  | -3   |  | Tanzanie                   | 0-1 | 2-1 | 1-1 |     |

## Résultats
| 1re journée                  | Algérie          | 1 - 1   | Tanzanie   | Stade Mustapha Tchaker, Blida Algérie          |                                                |
| 3 septembre 2010 22h00 UTC+1 | Guedioura 44e    | (1 - 1) | Rajabu 32e | Spectateurs : 34 508 Arbitrage : Kokou Djaoupe | Spectateurs : 34 508 Arbitrage : Kokou Djaoupe |
| 3 septembre 2010 22h00 UTC+1 | Feuille de match |         |            | Spectateurs : 34 508 Arbitrage : Kokou Djaoupe | Spectateurs : 34 508 Arbitrage : Kokou Djaoupe |

| 4 septembre 2010 | Maroc            | 0 - 0   | Centrafrique | Complexe Sportif Moulay Abdallah, Rabat Maroc    |                                                  |
| 22h00 UTC        |                  | (0 - 0) |              | Spectateurs : 31 426 Arbitrage : Koman Coulibaly | Spectateurs : 31 426 Arbitrage : Koman Coulibaly |
| 22h00 UTC        | Feuille de match |         |              | Spectateurs : 31 426 Arbitrage : Koman Coulibaly | Spectateurs : 31 426 Arbitrage : Koman Coulibaly |

| 2e journée               | Tanzanie         | 0 - 1   | Maroc           | Benjamin Mkapa National Stadium, Dar es Salam Tanzanie   |                                                          |
| 9 octobre 2010 16h00 UTC |                  | (0 - 1) | El Hamdaoui 42e | Spectateurs : 19 937 Arbitrage : Rajindraparsad Seechurn | Spectateurs : 19 937 Arbitrage : Rajindraparsad Seechurn |
| 9 octobre 2010 16h00 UTC | Feuille de match |         |                 | Spectateurs : 19 937 Arbitrage : Rajindraparsad Seechurn | Spectateurs : 19 937 Arbitrage : Rajindraparsad Seechurn |

| 10 octobre 2010 | Centrafrique                 | 2 - 0   | Algérie | Complexe Sportif Barthélemy Boganda, Bangui République centrafricaine |                                                      |
| 15h00 UTC+1     | Dopékoulouyen 81e · Momi 85e | (0 - 0) |         | Spectateurs : 18 962 Arbitrage : Martins De Carvalho                  | Spectateurs : 18 962 Arbitrage : Martins De Carvalho |
| 15h00 UTC+1     | Feuille de match             |         |         | Spectateurs : 18 962 Arbitrage : Martins De Carvalho                  | Spectateurs : 18 962 Arbitrage : Martins De Carvalho |

| 3e journée               | Algérie          | 1 - 0   | Maroc | Stade du 19 mai 1956, Annaba Algérie |                                     |
| 27 mars 2011 20h35 UTC+1 | Yebda 7e         | (1 - 0) |       | Arbitrage : Rajindraparsad Seechurn  | Arbitrage : Rajindraparsad Seechurn |
| 27 mars 2011 20h35 UTC+1 | Feuille de match |         |       | Arbitrage : Rajindraparsad Seechurn  | Arbitrage : Rajindraparsad Seechurn |

| 26 mars 2011 | Tanzanie                  | 2 - 1   | Centrafrique | Benjamin Mkapa National Stadium, Dar es Salam Tanzanie |  |
| 11h00 UTC+3  | Nditi 70e · Samatta 90+3e | (0 - 1) | Mabidé 2e    |                                                        |  |
| 11h00 UTC+3  | Feuille de match          |         |              |                                                        |  |

| 4e journée            | Maroc                                               | 4 - 0   | Algérie | Stade de Marrakech, Marrakech Maroc              |                                                  |
| 4 juin 2011 20h35 UTC | Benatia 26e · Chamakh 39e · Hadji 61e · Assaidi 68e | (2 - 0) |         | Spectateurs : 45 000 Arbitrage : Noumandiez Doue | Spectateurs : 45 000 Arbitrage : Noumandiez Doue |
| 4 juin 2011 20h35 UTC | Feuille de match                                    |         |         | Spectateurs : 45 000 Arbitrage : Noumandiez Doue | Spectateurs : 45 000 Arbitrage : Noumandiez Doue |

| 5 juin 2011 | Centrafrique                 | 2 - 1   | Tanzanie    | Complexe Sportif Barthélemy Boganda, Bangui République centrafricaine |  |
| 15h00 UTC+1 | Momi 45e · Dopékoulouyen 89e | (1 - 0) | Samatta 86e |                                                                       |  |
| 15h00 UTC+1 | Feuille de match             |         |             |                                                                       |  |

| 5e journée                   | Tanzanie         | 1 - 1   | Algérie     | William Mkapa Stadium, Dar es Salaam Tanzanie |                                 |
| 3 septembre 2011 16h00 UTC+3 | Samatta 22e      | (1 - 0) | Bouazza 57e | Arbitrage : Lemghaifry Ould Ali               | Arbitrage : Lemghaifry Ould Ali |
| 3 septembre 2011 16h00 UTC+3 | Feuille de match |         |             | Arbitrage : Lemghaifry Ould Ali               | Arbitrage : Lemghaifry Ould Ali |

| 4 septembre 2011 | Centrafrique | 0 - 0   | Maroc | Complexe Sportif Barthélemy Boganda, Bangui République centrafricaine |                         |
| 15h00 UTC+1      |              | (0 - 0) |       | Arbitrage : Slim Jedidi                                               | Arbitrage : Slim Jedidi |

| 6e journée                 | Maroc                                     | 3 - 1   | Tanzanie   | Stade de Marrakech, Marrakech Maroc                  |                                                      |
| 9 octobre 2011 19h30 UTC+0 | Chamakh 20e · Taarabt 69e · Boussoufa 90e | (1 - 1) | Kassim 40e | Spectateurs : 38 000 Arbitrage : Bakary Papa Gassama | Spectateurs : 38 000 Arbitrage : Bakary Papa Gassama |
| 9 octobre 2011 19h30 UTC+0 | Feuille de match                          |         |            | Spectateurs : 38 000 Arbitrage : Bakary Papa Gassama | Spectateurs : 38 000 Arbitrage : Bakary Papa Gassama |

| 9 octobre 2011 | Algérie               | 2 - 0   | Centrafrique | Stade du 5-Juillet-1962, Alger Algérie |                          |
| 20h30 UTC+1    | Yebda 1re · Kadir 28e | (2 - 0) |              | Arbitrage : Ousmane Fall               | Arbitrage : Ousmane Fall |
| 20h30 UTC+1    | Feuille de match      |         |              | Arbitrage : Ousmane Fall               | Arbitrage : Ousmane Fall |

## Buteurs
24 buts ont été inscrits en 12 rencontres dans le groupe D.
3 buts
- Mbwana Samata

2 buts
- Charlie Dopékoulouyen
- Hilaire Momi
- Hassan Yebda
- Marouane Chamakh

1 but
- Adlène Guedioura
- Foued Kadir
- Hameur Bouazza
- Vianney Mabidé
- Mounir El Hamdaoui
- Mbark Boussoufa
- Mehdi Benatia
- Oussama Assaidi
- Youssouf Hadji
- Rajabu Idrissa
- Adam Nditi